# Industriepark ob der Tauber
Industriepark ob der Tauber ist ein Industriegebiet und Wohnplatz am Waltersberg auf der Gemarkung der Stadt Grünsfeld im Main-Tauber-Kreis im fränkisch geprägten Nordosten Baden-Württembergs.

## Geographie
Der Industriepark ob der Tauber liegt auf dem Waltersberg etwa 1,5 Kilometer westlich der Stadt Grünsfeld und etwa 1,5 Kilometer östlich des Tauberbischofsheimer Stadtteils Distelhausen. Im Osten reicht die Bebauung des Industrieparks direkt bis an die Gemarkungsgrenze von Grünsfeld und Tauberbischofsheim-Distelhausen.

## Geschichte
Auf dem Messtischblatt Nr. 6324 „Grünsfeld“ von 1932 war der heutige Ort noch völlig unbesiedelt.
Im Jahre 1994 gründeten die Städte Lauda-Königshofen und Grünsfeld den Zweckverband "Industriepark ob der Tauber" zur gemeinsamen Ansiedlung von Gewerbebetrieben. Bis zum Dezember 2019 wurden 39 Grundstücke bebaut und über 40 Firmen im Industriepark angesiedelt.

## Verkehr
Der Industriepark ob der Tauber ist von Westen (aus Distelhausen) und von Osten (von Grünsfeld) jeweils über die L 512 zu erreichen. Bei Distelhausen besteht ein Anschluss an die B 290 und über diese wiederum ein Anschluss ohne Ortsdurchfahrt an die etwa 2,5 km entfernte Anschlussstelle Tauberbischofsheim der A 81. Bei Tauberbischofsheim besteht daneben auch ein Anschluss an die B 27. Eine Biogasanlage, die sich nördlich bis nordwestlich des Industrieparks befindet, ist über die in Grünsfeld von der L 512 abzweigende Rötensteinstraße sowie einen Wirtschaftsweg, der den Waltersberg hinauf führt, zu erreichen.

## Kleindenkmale

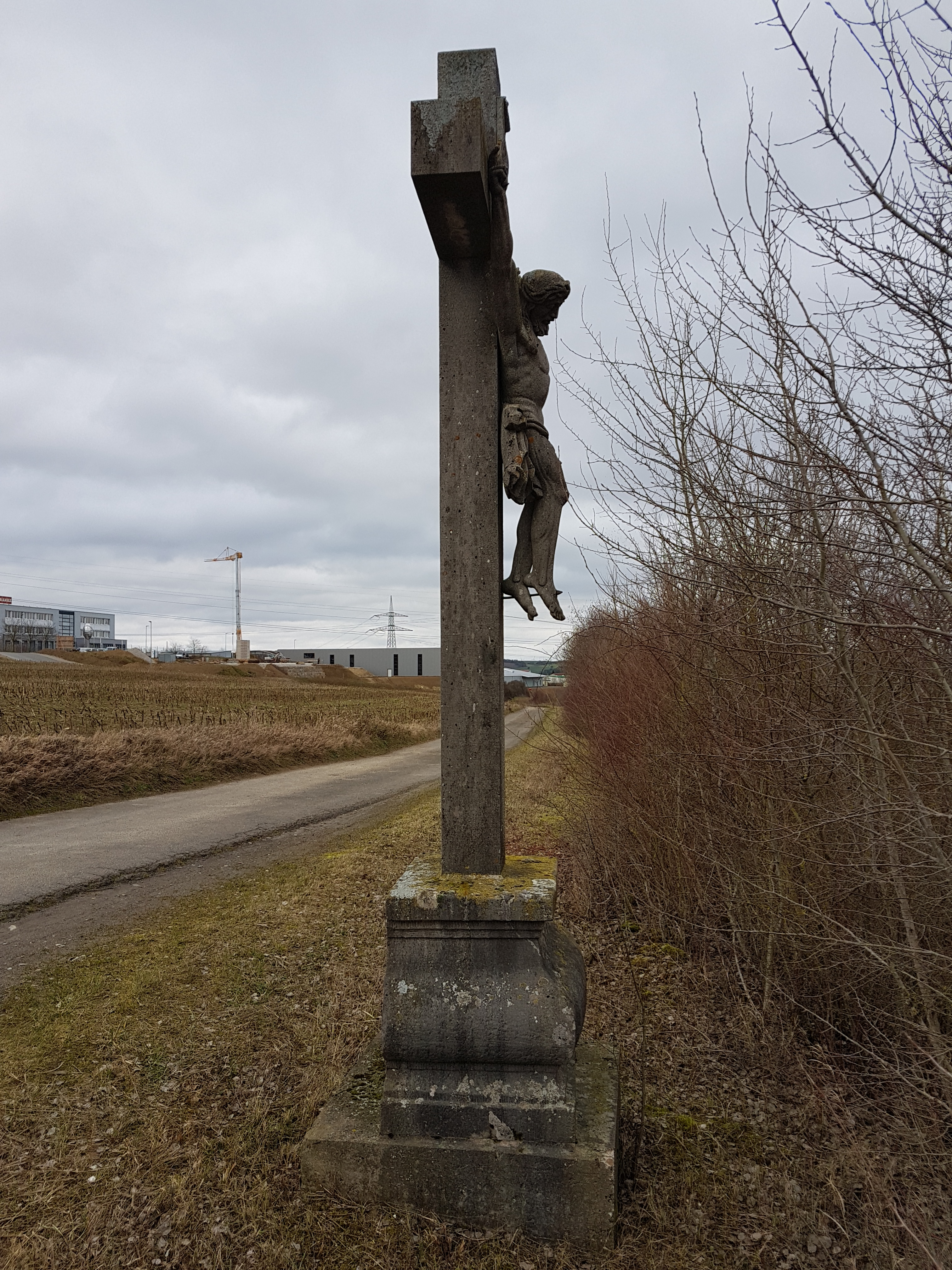
Blick bei einem nahe gelegenen Wegkreuz auf den Industriepark

Am Rand des Industrieparks, unmittelbar vor der Gemarkungsgrenze in Richtung Tauberbischofsheim-Distelhausen, befindet sich ein Wegkreuz. An einem Wirtschaftsweg, der zur nördlich des Industrieparks gelegenen Biogasanlage führt, befindet sich ein weiterer Bildstock.